# Апатити
Апатити (рус. Апатиты) град је на крајњем северозападу европског дела Руске Федерације. Налази се на крајњем западу Кољског полуострва, односно у централном делу Мурманске области и административно припада Апатитском градском округу чији је уједно и административни центар.
Према проценама националне статистичке службе Русије за 2016. у граду је живело 56.730 становника, и по броју становника Апатити је други град по величини у Мурманској области (већи је само Мурманск), и пети по величини град унутар арктичког поларног круга. Град је добио име по минералу из групе фосфата, апатиту, чија велика налазишта се налазе у непосредној близини.

## Географија
Град Апатити налази се у централном делу Мурманске области, односно на крајњем западу Кољског полуострва, и лежи унутар арктичког поларног круга. Лежи на источној обали језера Имандра, на месту где се у језеро улива река Белаја. Са северне и западне стране ограничавају га обронци Хибинских планина, највишег планинског подручја у области. Највиши део града налази се на обронцима планине Воробинаја са надморском висином од 278 m, док је најнижи део уз десну обалу реке Жемчужнаје (на надморској висини од 129 m).
Град се налази на око 12 km југозападно од града Кировска, односно на неких 160 km јужније од административног центра области Мурманска. На око километар јужније налази се насеље Тик Губа.
Град се налази у зони модификоване поларне климе. Зиме су хладне и дуге, а лета кратка и прохладна. Просечне јануарске и фебруарске температуре ваздуха имају вредности од −13 до −15 °C. Снежни покривач задржава се око 250 дана и топи се крајем маја и почетком јуна. Средње јулске температуре ваздуха имају вредност од +13 до +14 °C. Поларна ноћ траје од 15. до 28. децембра, док се поларни дани јављају од 20. маја до 27. јула.

## Историја
Претеча савременог насеља била је железничка станица Белиј, отворена 1916. године на траси Мурманске железничке пруге. Само насеље Апатити основано је десет година касније, 1926. године, и у то веме у насељу је живело свега 7 становника. Насеље је почело интензивније да се развија након што је 1930, основан совхоз „Индустрија”, а прекретница у развоју града десила се 1935. када је започела интензивна експлоатација и прерада апатита и нефелина чија богата лежишта су откривена на том подручју. Исте године Апатити добија статус полуурбаног насеља са статусом радничке варошице.
Град се значајно раширио, како физички, тако и у броју становника, у време Другог светског рата, и у том периоду био је значајан пољопривредни и индустријски центар који је снабдевао остатак Мурманске области (у то време одсечене од остатка земље) основним животним потрепштинама.
Град почиње плански да се развија почев од 1951. године. Убрзо је саграђен универзитетски центар, а градњом Кировске термоелектране обезбеђен је стабилан доток електроенергије за потребе индустрије. Граде се нове фабрике, али и стамбене јединице, школе, здравствене установе. Од 1961. у граду се налази седиште Кољског научног центра Академије наука Совјетског Савеза.
Званичан статус града добија 7. јула 1966. године, а исте године у састав града инкорпорирана је и варошица Молодјожни са својих скоро 6.000 житеља.
Након распада Совјетског Савеза долази до стагнације привредног развоја у граду, а бележи се и константан пад броја становника.

## Демографија
Према подацима са пописа становништва 2010. у граду је живело 59.672 становника, док је према проценама националне статистичке службе за 2016. град имао 56.730 становника.
| 1939. | 1959.  | 1970.  | 1979.  | 1989.  | 2002.  | 2010.  | 2016.  |
| ----- | ------ | ------ | ------ | ------ | ------ | ------ | ------ |
| 4.000 | 13.958 | 45.627 | 62.010 | 88.026 | 64.405 | 59.672 | 56.730 |

По броју становника Апатит се 2016. налазио на 298. месту од 1.112 званичних градова Русије.

## Привреда и саобраћај
Град Апатити је важан индустријски и центар у том делу Русије. Најважнија привредна активност је рударство, посебно експлоатација фосфата апатита и нефелина и њихова прерада. Компанија Апатит која се бави том делатношћу сматра се једном од највећих у целој Европи.
Кроз град пролази деоница Мурманске железнице која спаја Апатите са Мурманском на северу и са Санкт Петербургом на југу, док аутопут на истој релацији пролази нешто западније од самог града. Аеродром Хибини налази се неких 12 km јужније од града и са њега се обављају летови ка Москви и Санкт Петербургу.
Због својих бројних научних центара град Апатити се сматра научном престоницом арктичког круга, а у граду се налази седиште Кољског научног центра Руске академије наука. У граду делују институти за геологију, рударство и за поларну геофизику, те геоботанички институт.

## Партнерски градови
Град Апатити има потписане уговоре о међународној сарадњи са следећим местима:
- Алта (Норвешка)
- Кеминма (Финска)
- Боден (Шведска)
- Мер ле Бен (Француска)